# Jämtland megye
Jämtland megye (svédül Jämtlands län) Észak-Svédország egyik megyéje. A szomszédai Dalarna, Gävleborg, Västernorrland és Västerbotten megyék. Norvégiában Trøndelag megye határolja.
A megye a történelmi Jämtland és Härjedalen tartományok területén fekszik.
Itt található a Storsjön tó.

## Címere
A megye címere Jämtland és Härjedalen tartomány címere összevonva. Ha a korona is rajta van, akkor a Megye Adminisztrációs Bizottságát jelöli.

## Népesség
| Lakosok száma | 129 806 | 130 280 | 130 810 | 131 155 | 132 054 | 132 670 | 132 572 | 132 731 |
|               | 2017    | 2018    | 2019    | 2020    | 2021    | 2022    | 2023    | 2024    |

## Közigazgatás

### Községek
A megye 8 községből áll, amik a lakosság nagysága (2008) szerint a következők:
| Jämtland megye községei | - Östersund község, 58 695 lakos. - Krokom község, 14 293 lakos. - Strömsund község, 12 640 lakos. - Härjedalen község, 10 685 lakos. - Åre község, 10 165 lakos. - Berg község, 7 596 lakos. - Bräcke község, 7 103 lakos. - Ragunda község, 5 725 lakos. |

### Városok
- Östersund